# Cyclosa bifida
Cyclosa bifida là một loài nhện trong họ Araneidae.
Loài này thuộc chi Cyclosa. Cyclosa bifida được Carl Ludwig Doleschall miêu tả năm 1859.